# Məhəmməd Abdullayev
Məhəmməd Abdullayev (* 6. April 1999) ist ein aserbaidschanischer Boxer im Superschwergewicht.

## Karriere
Seine größten Erfolge im Nachwuchsbereich waren der Gewinn der Junioren-Europameisterschaft 2015 in Lwiw und der Junioren-Weltmeisterschaft 2015 in Sankt Petersburg sowie der Jugend-Europameisterschaft 2017 in Antalya. Darüber hinaus gewann er jeweils Bronze bei der Schüler-Europameisterschaft 2012 in Anapa und der Junioren-Europameisterschaft 2014 in Anapa.
Bei den Erwachsenen wurde er Aserbaidschanischer Meister 2018, 2019, 2021 und 2022, gewann Bronze bei der U22-Europameisterschaft 2018 in Târgu Jiu sowie Gold bei der U22-Europameisterschaft 2019 in Wladikawkas. Bei den Europaspielen 2019 in Minsk verlor er in der Vorrunde gegen Petar Belberow und bei der Weltmeisterschaft 2019 in Jekaterinburg im Viertelfinale gegen Justis Huni.
Bei der europäischen Olympiaqualifikation im März 2020 in London, welche im Juni 2021 in Paris fortgesetzt wurde, siegte er gegen Adam Kulik und Tsotne Rogava, womit er sich für die 2021 in Tokio ausgetragenen Olympischen Spiele qualifizierte. Bei Olympia besiegte er in der Vorrunde Danis Latypov, ehe er im Achtelfinale gegen den späteren Goldmedaillengewinner Bahodir Jalolov ausschied.
Bei den Weltmeisterschaften 2021 in Belgrad und 2023 in Taschkent gewann er jeweils eine Bronzemedaille und startete auch bei den Europaspielen 2023 in Krakau. Dort besiegte er Uğur Aydemir, Nikoloz Begadze, Stylianos Roulias und Nelvie Tiafack, ehe er im Finale gegen Delicious Orie verlor und Silber gewann. Mit diesem Erfolg qualifizierte er sich für die Olympischen Spiele 2024 in Paris.
Bei der Europameisterschaft 2024 in Belgrad verlor er gegen Luka Pratljačić und bei den Olympischen Spielen 2024 gegen Nelvie Tiafack.